# Округ Гранд Фокс (Северна Дакота)
Гранд Фокс (енгл. Grand Forks County) је округ у америчкој савезној држави Северна Дакота.

## Демографија
По попису из 2010. године број становника је 66.861, што је 752 (1,1%) становника више него 2000. године.
| Група             | 2000.          | 2010.          |
| Белци             | 60.801 (92,0%) | 59.271 (88,6%) |
| Афроамериканци    | 904 (1,4%)     | 1.361 (2,0%)   |
| Азијати           | 646 (1,0%)     | 1.292 (1,9%)   |
| Хиспаноамериканци | 1.359 (2,1%)   | 1.951 (2,9%)   |
| Укупно            | 66.109         | 66.861         |